# PPP (protokol)
 For alternative betydninger, se PPP. (Se også artikler, som begynder med PPP)
Point-to-Point Protocol (forkortet PPP) er en udbredt WAN (Wide Area Network) protokol som er defineret i IETF RFC 1661 og RFC 1662.
Skabt i starten af 1990'erne som en afløser for SLIP (Serial Line Internet Protocol). PPP har afhjulpet mange af SLIP's svagheder og det kan nævnes at den blandt andet er langt hurtigere end SLIP, indeholder fejlkorrigering, kan håndtere automatisk forhandling af sessions, og understøtter brug af flere netværksprotokoller på én gang.
PPP opererer i data link laget i OSI modellen. Den kan håndtere overførsel af et væld af netværks protokoller som f.eks. Internet Protocol (IP), NetBEUI, Internetwork Packet Exchange (IPX) og AppleTalk. Den muliggør transmission af data fra router til router eller fra vært til netværk. Dette gøres ved indkapsling af f.eks. IP pakker til PPP frames, hvorefter de komprimeres og sendes over en seriel linje som eksempelvis V.90, ISDN eller X.25. Fordi PPP er så fleksibel tillader den udstyr fra forskellige fabrikanter af WAN enheder at kommunikere problemfrit og effektivt.
PPP danner basis for PPTP (Point-to-Point Tunneling Protocol) og L2TP (Layer 2 Tunneling Protocol).
| Telekommunikation | Spire Denne artikel om telekommunikation er en spire som bør udbygges. Du er velkommen til at hjælpe Wikipedia ved at udvide den. |